# Šumavská subprovincie
Šumavská subprovincie nebo Šumavská soustava (německy Böhmerwald-Subprovinz) je geomorfologická soustava rozkládající se v jihozápadních Čechách, severovýchodním Bavorsku a v severním Rakousku. Kromě nejvyšších partií Šumavy zahrnuje i rozsáhlé vrchoviny v podhůří. Nejvyšším bodem je Großer Arber (Velký Javor) v bavorské části Šumavy. Na českém území je to Plechý s 1378 m.

## Členění
Šumavská subprovincie se dělí na 2 oblasti (dříve podsoustavy) a 7 celků:

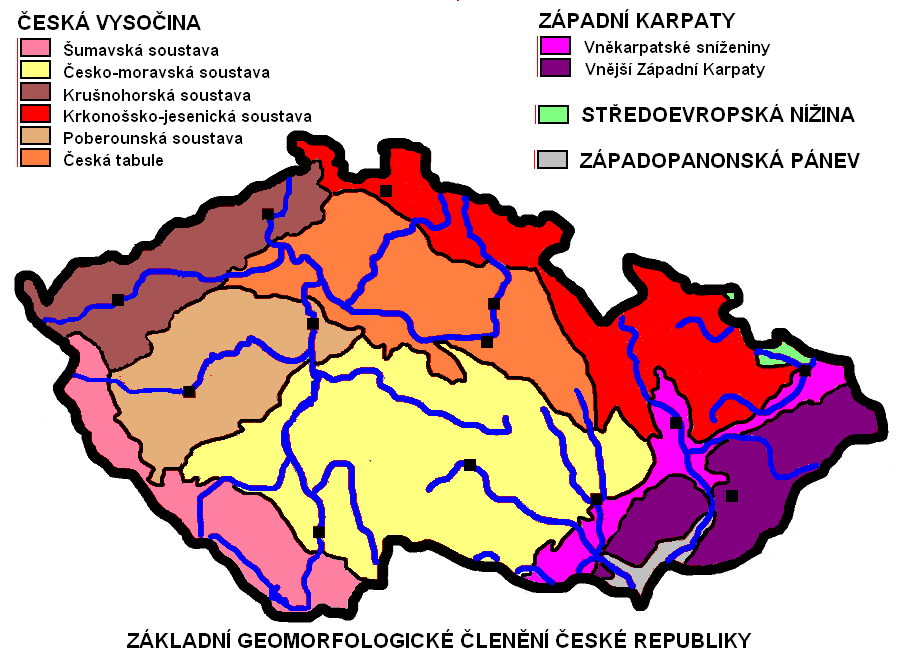
Geomorfologické členění České republiky.

- Českoleská oblast
  - Český les
  - Podčeskoleská pahorkatina
  - Všerubská vrchovina
- Šumavská hornatina
  - Šumava
  - Šumavské podhůří
  - Novohradské hory
  - Novohradské podhůří